# Fugger-Schlösschen Göggingen

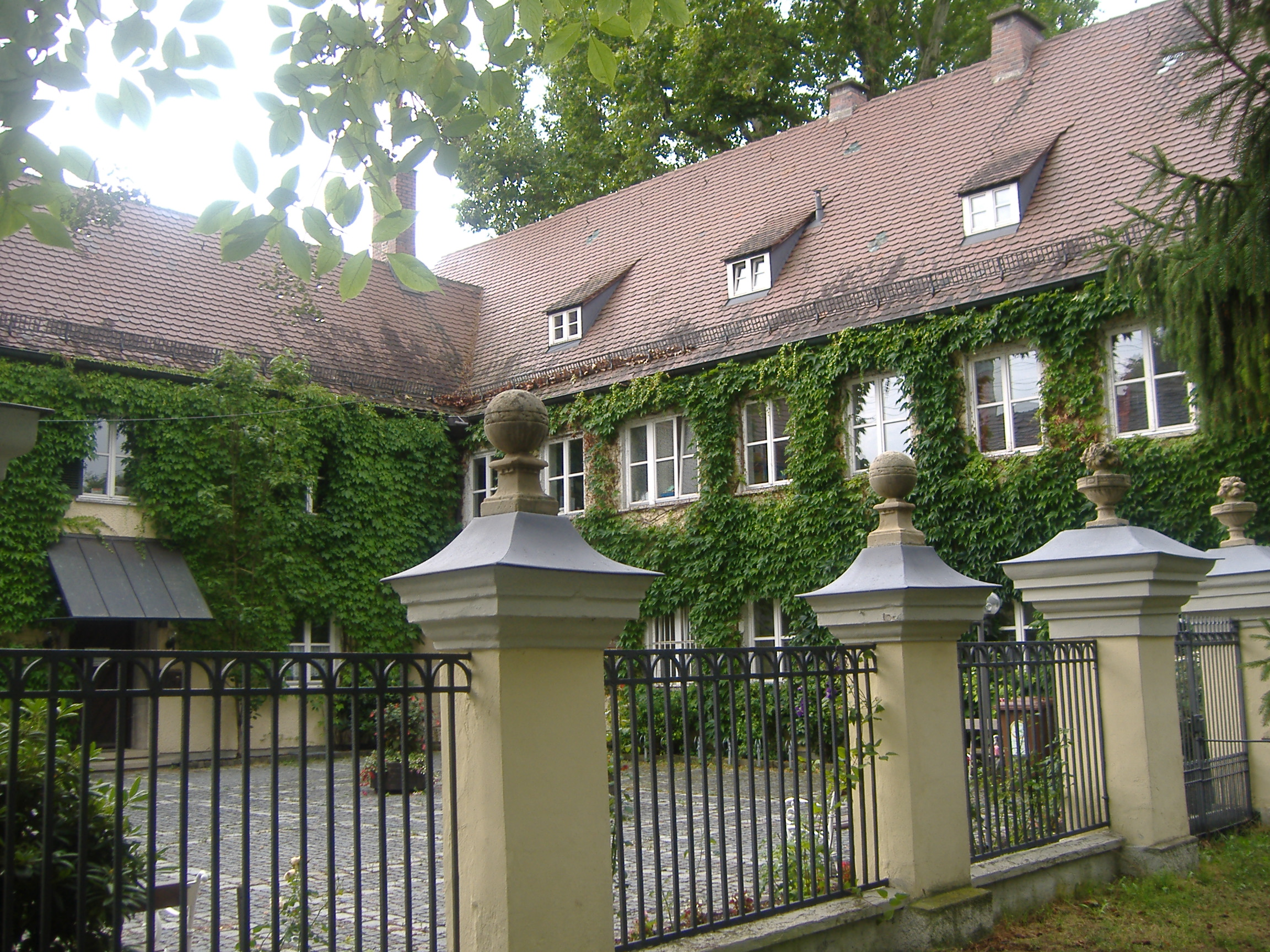
Barockes Gartengitter und Hofseite des Schlösschens

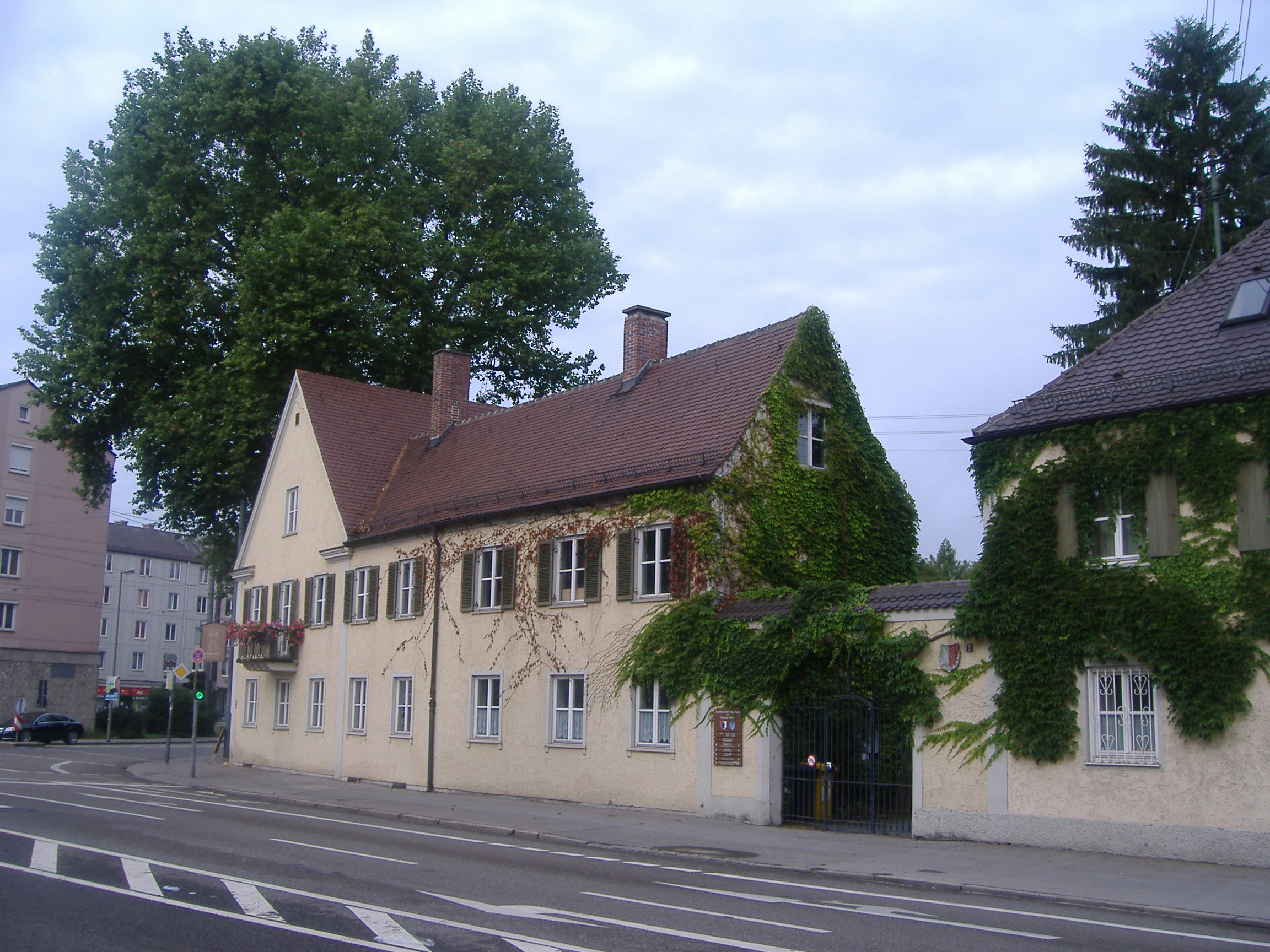
Vorderfront des Schlösschens

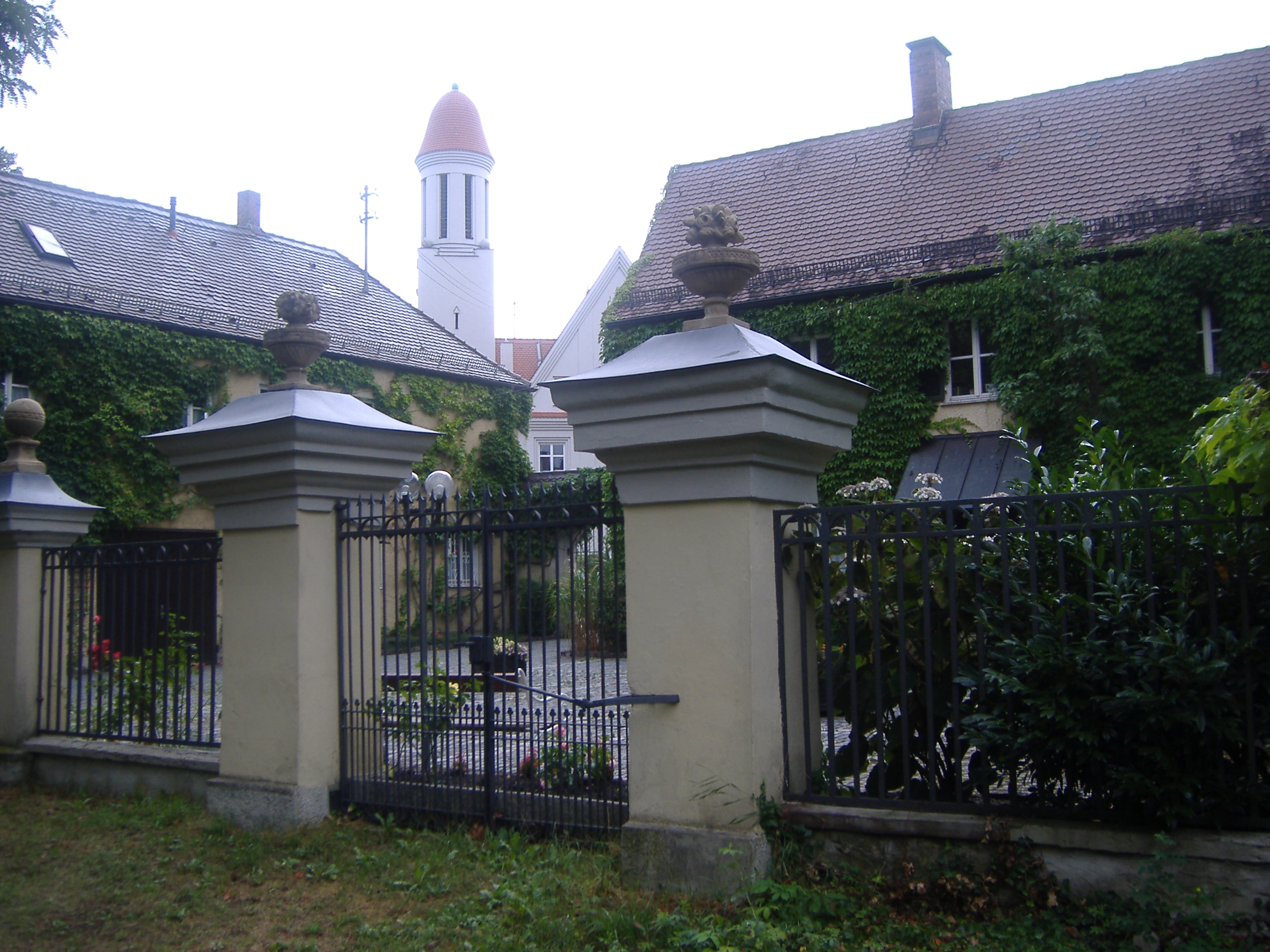
Hofseite mit barocken Gartengitter, das heute die Begrenzung zum Stadtpark markiert, und Blick auf die evangelische Kirche

Das Fugger-Schlösschen Göggingen ist benannt nach der gefürsteten Familie Fugger. Es steht mitten im Zentrum von Göggingen, einem Stadtteil von Augsburg. Die Anlage ist unter der Aktennummer D-7-61-000-1058 als denkmalgeschütztes Baudenkmal von Augsburg verzeichnet. 

## Geschichte
1495 kauften die Fuggers  von Andreas Frickinger Schloss  Göggingen (einschließlich Weiher, Stadel und Garten). Die reiche geadelte Kaufmannsfamilie ließ das Schloss durch den Augsburger Stadtwerkmeister Bernhard Zwitzel umbauen:
„Nach einer Beschreibung von 1639 war das Schlösschen drei Gaden (Stockwerke) hoch, im mittleren Stock befand sich eine Kapelle. Im äußern Hof stand das gemauerte Pflegehaus. Nach dem Dreißigjährigen Krieg hatte das Fugger-Schlösschen... nur noch Materialwert. Leopold Graf Fugger zu Wellenburg verkaufte seine Gögginger Güter 1656 an das Dominikanerkloster, das sie ein Jahr später an den Bierbrauer Michael Mayer weitergab.“
Nach Michael Mayer folgten viele weitere Schlossbesitzer. 1866 kam das einstige Fugger-Schlösschen in die Hände derer von Stetten:
„1887 übergab Berta von Stetten ihrer Nichte Eugenie von Stetten und deren Mann, dem Bankier und Unternehmer Ernst Schmid, das Schlösschen, das um die Jahrhundertwende auch als 'Schmidsches Gartengut' bekannt war.“
Schmid, ein Teilhaber des Bankhauses Friedrich Schmid & Co., starb 1939. In diesem Jahr übernahm die Gemeinde Göggingen das Schlösschen und ließ es vollständig renovieren, leider sehr unsensibel. Von der einstigen barocken Pracht ist so gut wie nichts mehr übrig geblieben:
„Heute präsentiert sich das Fugger-Schlösschen als schlichte, im rechten Winkel angelegte zweigeschossige Baugruppe; eine rundbogige Tordurchfahrt führt in den kleinen Hof, der sich nach Westen mit einem klassizistischen Gittertor zum Park hin abriegelt... Von seinen Gründern, den Fuggern, hat das jetzige Gögginger Schlösschen nicht viel mehr als seinen Namen behalten“.
In dem einstigen Fugger-Schlösschen befindet sich seit 1972 die Stadtteilbibliothek. Es steht unter Denkmalschutz.